# 阿尔伯特广场 (德累斯顿)

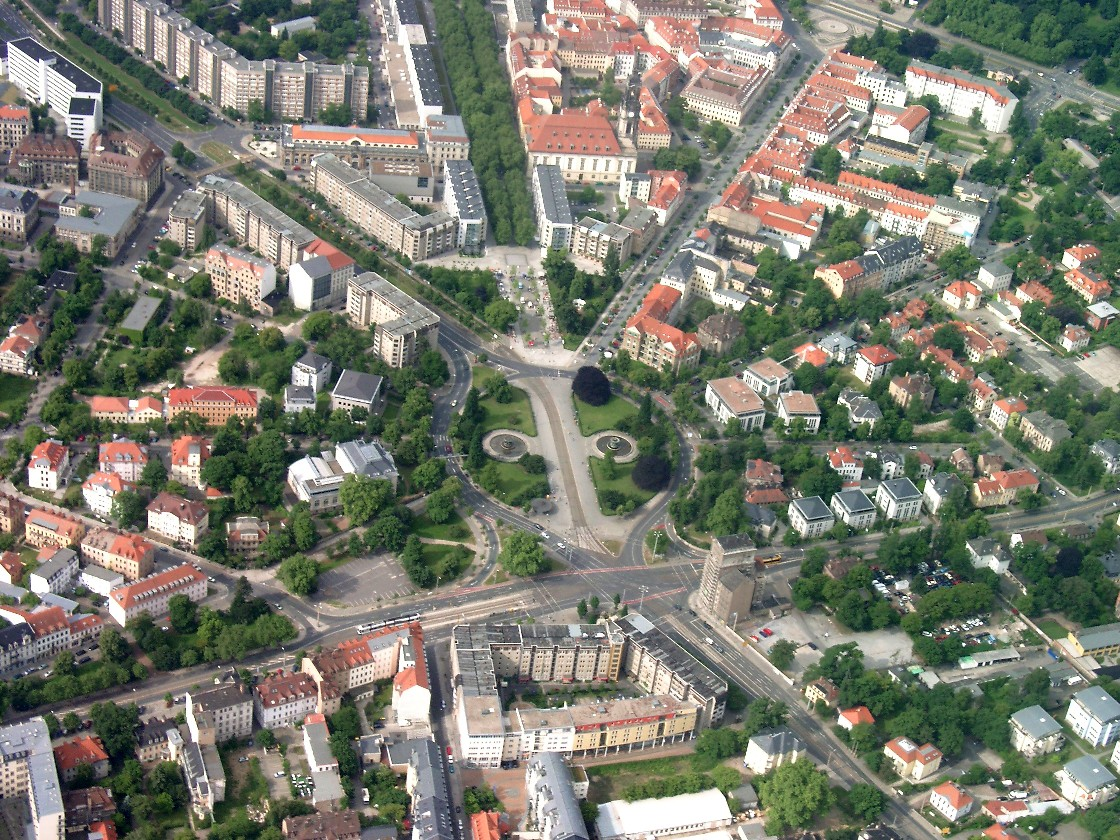
阿尔伯特广场

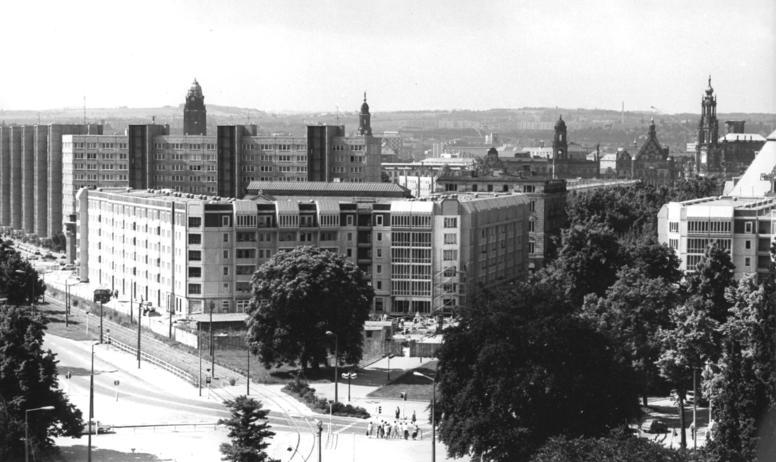
Die südliche Neubebauung des Platzes 1987

阿尔伯特广场（Albertplatz）是德国城市德累斯顿的一个圆形广场，1875年由园林设计师Johann Carl Friedrich Bouché改建，1990年以后又进行改造。阿尔伯特广场是德累斯顿市易北河北岸地区的主要交通枢纽。

## 位置
阿尔伯特广场位于德累斯顿的内新城区与外新城区的交界处，易北河北岸半圆形地区的中心，因此从这里放射出去的9条道路都可以到达易北河北岸：Bautzner街、格奥格街、阿尔伯特街、医院街、主街、国王街、卡罗琳街、特雷西娅街、Königsbrücker街。安东街-Bautzner街也经过广场北侧。

## 交通
道路在广场周围形成圆环。有5条有轨电车线路在此停靠。长途列车停靠的德累斯顿新城火车站位于阿尔伯特广场以西几百米处的西里西亚广场。

## 历史
阿尔伯特广场创建于1812年。1829年得名Bautzner广场，1871年根据萨克森国王阿尔贝特更名为阿尔伯特广场。1945年改名“红军广场”，1946年改为 Einheit（unit）广场。东德时期完成了喷泉“风浪”。1991年恢复阿尔伯特广场原名。

## 图片

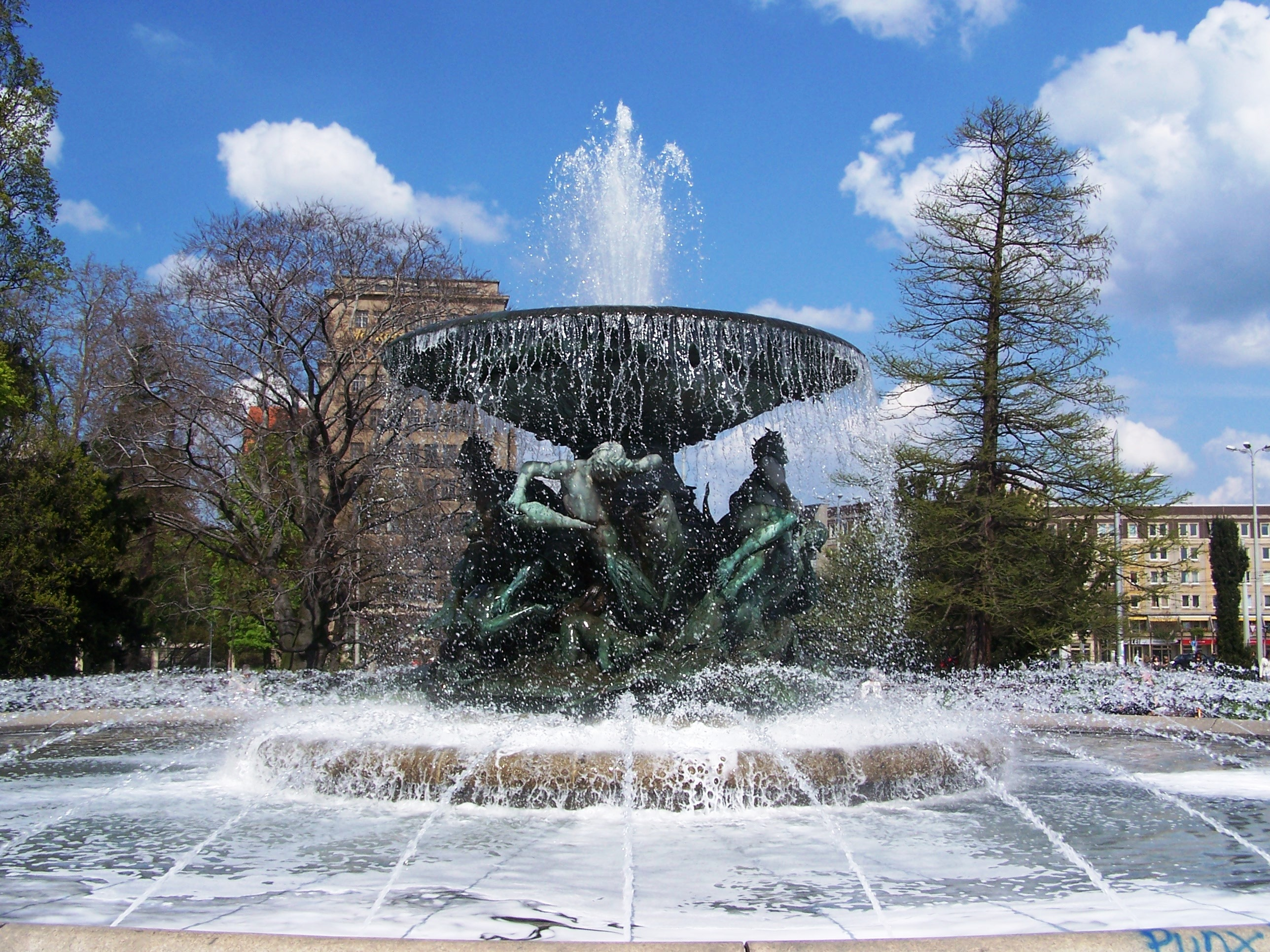
喷泉“风浪”
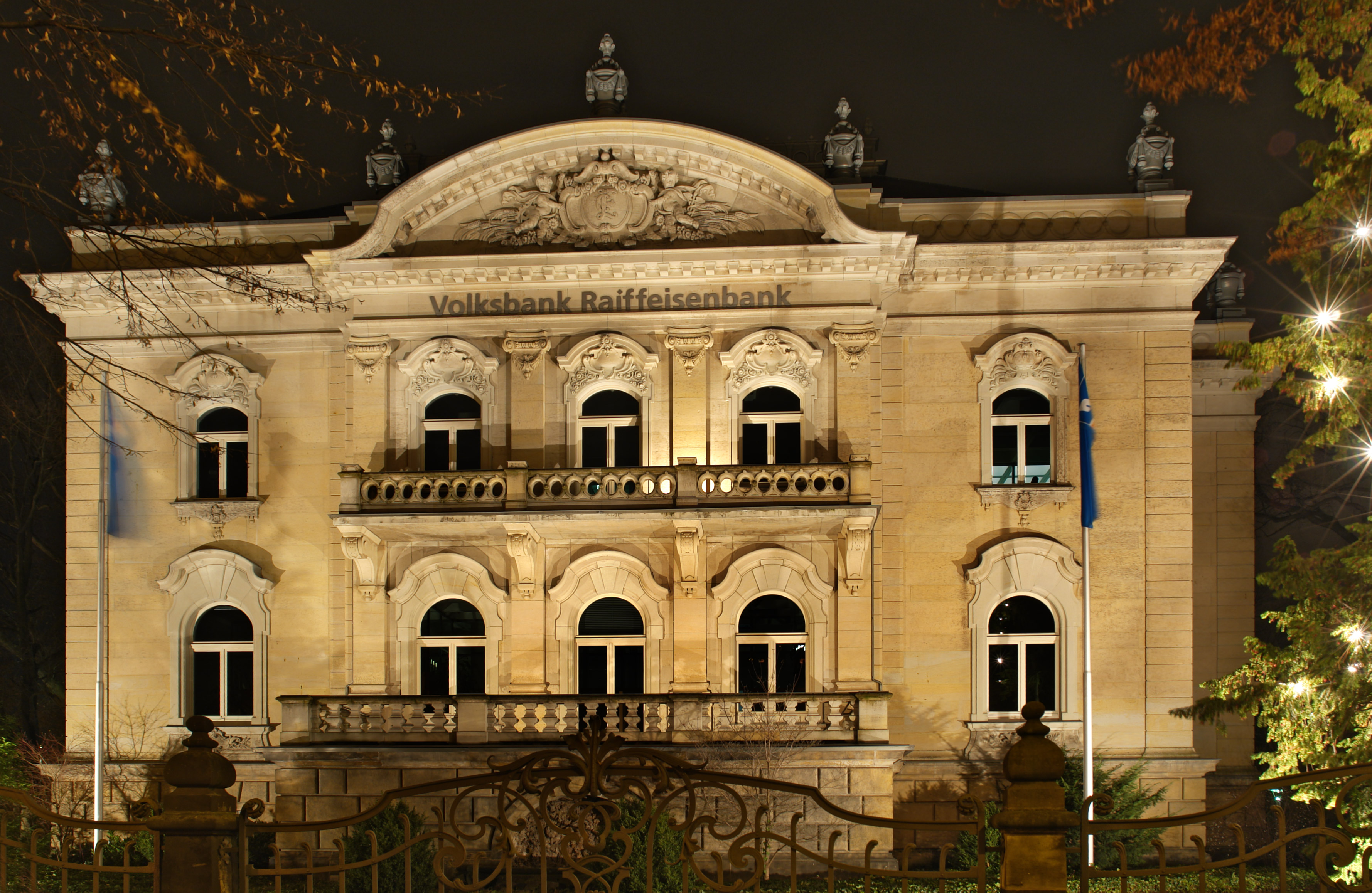
艾薛巴赫别墅
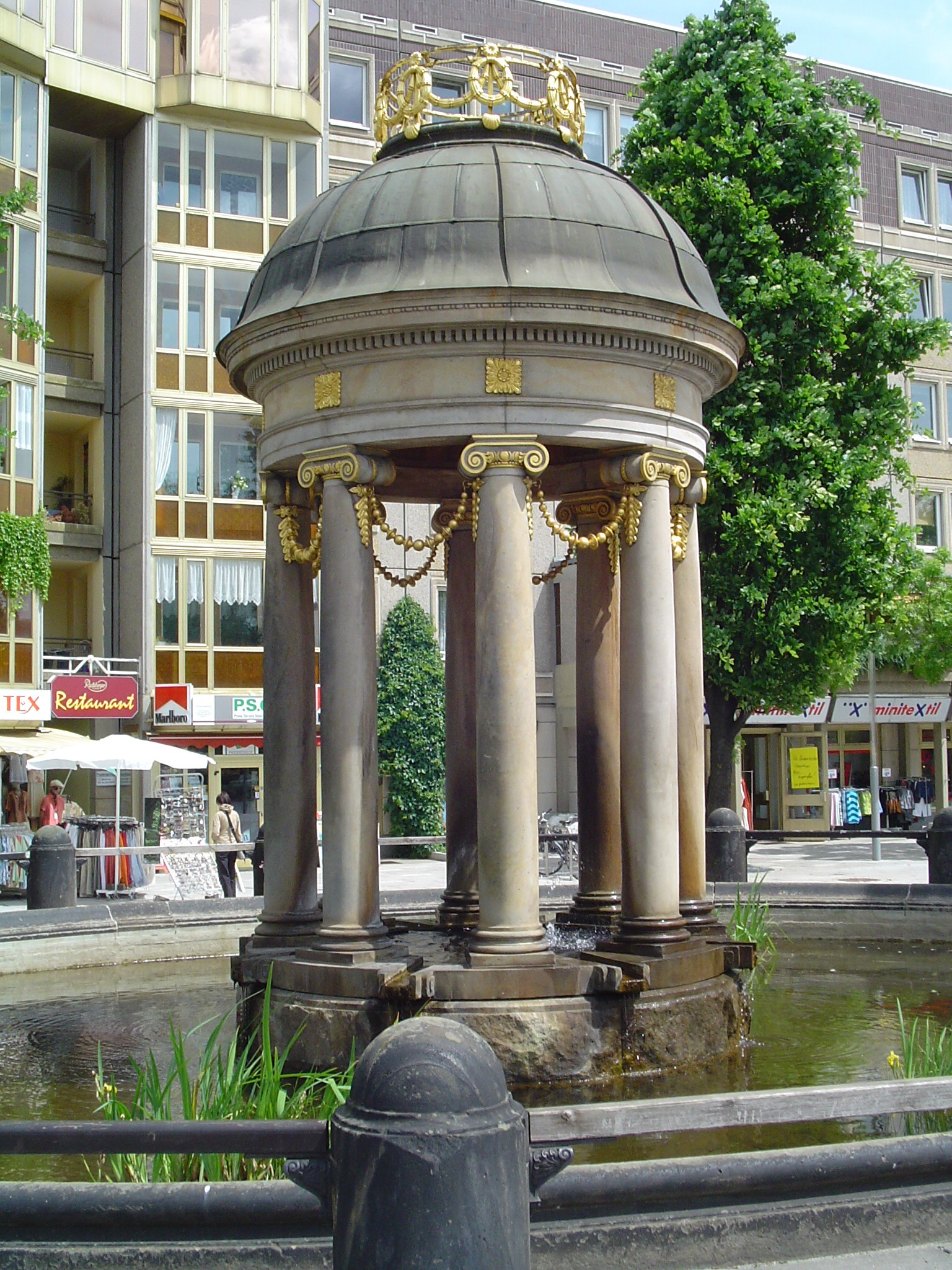
自流井
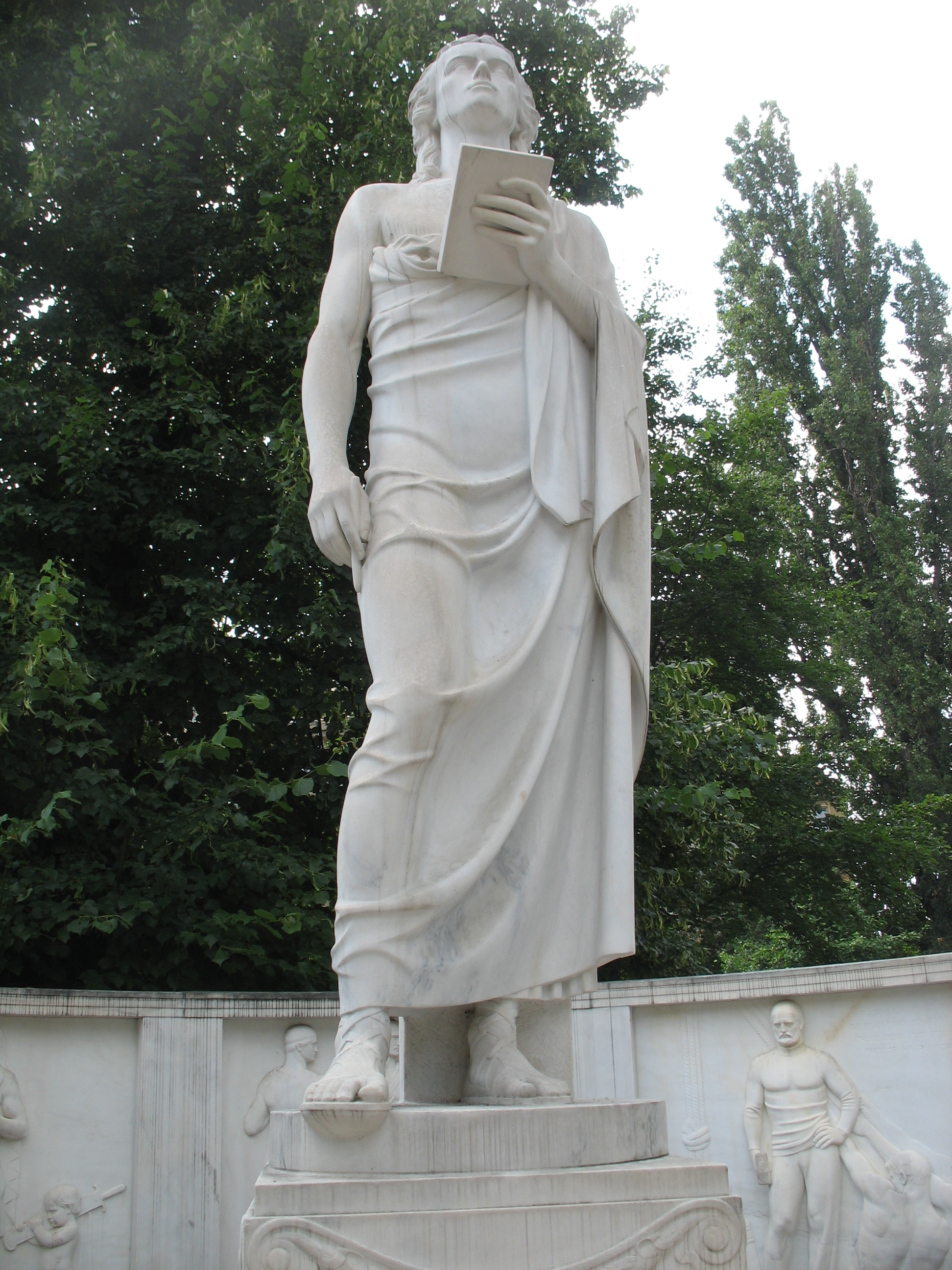
席勒像